# Fokker D.II
Fokker D.II – niemiecki samolot myśliwski z okresu I wojny światowej, zaprojektowany w 1916 w wytwórni Fokker Aeroplanbau w Schwerinie.

## Historia
Fokker D.II został zaprojektowany w odpowiedzi na nowe myśliwce państw ententy, przede wszystkim Nieuport 11, które były lepsze od używanych wcześniej jednopłatowców Fokker E.I - E.IV. Jego prototyp był oznaczony Fokker M17z.
Konstrukcja samolotu wywodziła się z jednopłatowców serii E. Analogiczna do nich były przede wszystkim konstrukcja kadłuba - stalowej kratownicy obciągniętej płótnem, o pionowych bokach i klinowato schodzących się w stronę ogona płaszczyznach górnej i dolnej, a także kształt osłony silnika rotacyjnego oraz kształt usterzenia płytowego. Konstrukcja była podobna do równoległej linii dwupłatowców z silnikiem rzędowym - Fokker D.I, lecz D.II był mniejszy i lżejszy, a przez to dysponował nieco lepszą manewrowością. Podobnie jak w D.I i jednopłatowcach, skrzydła nie miały lotek, lecz skręcane elastyczne końcówki.
Samolotów tych zbudowano 132 (spotykane też są inne liczby). Dalszym rozwinięciem D.II był Fokker D.III, z mocniejszym silnikiem.

## Użycie w lotnictwie
Fokker D.II wszedł do służby w lotnictwie niemieckim w 1916 roku. Początkowo wchodził w skład mieszanych oddziałów lotniczych (Fl. Abt.), zastępując jednopłatowce Fokkera w roli samolotów eskortujących samoloty rozpoznawcze. Od lata 1916 roku Fokkery D.II zaczęły wchodzić w skład nowo tworzonych eskadr myśliwskich (Jasta).
Fokker D.II uważany był za mało udany samolot. Z uwagi na umiarkowane osiągi, przede wszystkim prędkość poziomą i wznoszenie, zbudowano ich stosunkowo niewielką ilość, a w jednostkach bojowych zostały szybko zastąpione przez Fokkery D.III oraz lepsze myśliwce Halberstadt D.II i Albatros D.I i ich wersje.

## Opis konstrukcji
Samolot Fokker D.II był jednomiejscowym samolotem myśliwskim, dwupłatem o konstrukcji mieszanej, przeważnie drewnianej. Kadłub spawany z rur stalowych, usztywnianych drutami. Skrzydła dwudźwigarowe, bez wzniosu, o równej rozpiętości i kształcie trapezowym. Komora płatów z dwoma parami rozpórek po każdej ze stron, usztywniona drutami, górny płat nieco wysunięty do przodu. Skrzydła bez lotek, ze skręcanymi elastycznymi końcówkami. Usterzenie płytowe, bez stateczników - ster kierunku w kształcie przecinka, stery wysokości o kształcie trapezowym. Podwozie klasyczne – stałe, z płozą ogonową. Podwozie główne ze wspólną osią, charakterystycznie wysunięte do przodu. 
Napęd – 1 9-cylindrowy silnik rotacyjny Oberursel U.I, o mocy 100 KM (75 kW), w podkowiastej osłonie, otwartej od dołu. Śmigło dwułopatowe, drewniane.
Uzbrojenie:
- 1 zsynchronizowany karabin maszynowy lMG 08 kal. 7,92 mm[2] – stały, w górnej części kadłuba.